# 다네시마섬
다네시마섬 (種島, たねじま)은 일본 홋카이도 레분정에 위치하는 무인도이다.
이 섬은 홋카이도 레분정의 최북단이다. 레분정의 최북단이지만 소야곶보다는 남쪽에 위치해 있다.

## 같이 보기
- 레분섬
- 리시리섬
- 도도섬
- 히라시마섬
- 모네론섬
- 소야곶
- 벤텐섬
- 타타르 해협